# Samburupithecus
Samburupithecus ist eine ausgestorbene Gattung der Menschenaffen, die vor rund 9,5 Millionen Jahren während des Miozäns in Afrika vorkam. Ihre Körpergröße entspricht ungefähr der Größe heute lebender Gorillas. Die einzige bislang beschriebene Art der Gattung ist Samburupithecus kiptalami.

## Namensgebung
Samburupithecus ist ein Kunstwort. Die Bezeichnung der Gattung verweist auf den Fundort des Holotypus im Distrikt Samburu, am östlichen Rand des Gregory Rift Valley im Norden von Kenia, und auf altgriechisch πίθηκος píthēkos, deutsch ‚Affe‘; der Distrikt Samburu wiederum ist nach dem nilotischen Volk der Samburu benannt. Das Epitheton der Typusart, kiptalami, ehrt Kiptalam Cheboi, ein Mitglied des japanisch-kenianischen Paläoanthropologen-Teams, der den Holotypus – einen Oberflächenfund – im September 1982 entdeckt hatte.
In der Erstbeschreibung der Gattung wurde im November 1997 angemerkt, dass das Auffinden des Holotypus bereits erstmals 1984 in einer Fachzeitschrift erwähnt, das Fossil informell als „Samburu Hominoid“ bezeichnet und ohne taxonomische Diagnose – als Nomen nudum – einer möglichen Gattung „Motopithecus“ zugeschrieben worden war. Nachdem jedoch im April 1997 die Gattung Morotopithecus (benannt nach der Stadt Moroto in Uganda, nahe der Grenze zu Kenia) neu beschrieben worden war, habe man zwecks Vermeidung möglicher Irritationen aufgrund der Ähnlichkeit beider Bezeichnungen den Namen Samburupithecus anstelle von „Motopithecus“ gewählt.

## Funde
Holotypus von Gattung und Typusart und zugleich bislang einziger Beleg für die Existenz der Gattung ist das in vier Teile zerbrochene Fossil eines linken Oberkiefers mit erhalten gebliebenen Backenzähnen aus der Fundstelle SH22 (Sammlungsnummer KNM-SH-8531, SH = Samburu Hills). Verwahrtort des Fossils ist das Kenia National Museum, KNM in Nairobi.
Noch im ehemaligen Knochen eingebettet sind die Molaren M3, M2 und M1 sowie zwei Prämolaren, vom benachbarten Eckzahn ist zudem das Zahnfach vorhanden. Weil der recht dicke Zahnschmelz der hinteren Molaren M3 und M2 kaum abgenutzt ist, deutet dies darauf hin, dass der Oberkiefer von einem jungen Erwachsenen stammt. Die Merkmale der Zähne weisen eine Nähe zu Proconsul und Morotopithecus auf. Erhalten geblieben ist ferner ein Stück des Knochens aus dem Randbereich der Nasenöffnung. Dessen Form unterscheidet sich deutlich von jener bei Rangwapithecus, Schimpansen und Mensch, sie weist aber Ähnlichkeiten mit der Gestalt der Nasenöffnung von Gorillas auf.
Eine Kalium-Argon-Datierung ergab im Jahr 1987 ein Alter von rund 9,5 (7,1 ± 0,5 bis 10,7 ± 0,6) Millionen Jahren. Die Analyse von Tier- und Pflanzenfunden aus der gleichen Schicht, in der das Fossil KNM-SH-8531 eingebettet war, ergab Hinweise auf die Lebensumwelt von Samburupithecus kiptalami. Demnach lebte die Art vermutlich in einem bewaldeten Biotop, das an Savannen oder offenes Grasland angrenzte.

## Stammesgeschichtliche Einordnung
Im ersten Bericht über die Entdeckung des Fossils im Jahr 1984 wurde aus der Beschaffenheit seiner Zähne auf eine stammesgeschichtliche Einordnung als afrikanischer Menschenaffe geschlossen. Nicht zu entscheiden sei jedoch, ob das Fossil vor der Trennung der beiden zu den Gorillas/Schimpansen und zu den Hominini führenden Abstammungslinien einzuordnen sei oder in eine der beiden Linien kurz nach ihrer Trennung oder in eine Seitenlinie, die weder zu den frühen Vorfahren der einen noch der anderen Abstammungslinie gehört. 1992 wurde das Fossil von Peter Andrews als sehr früher Vorfahre der Gorillas und Schimpansen eingestuft. 1997 wurde das Fossil und folglich die Gattung als Seitenlinie im Stammbaum der Menschenaffen interpretiert, die sich bereits vor der Aufspaltung der zu den Gorillas/Schimpansen führenden und der zum Menschen führenden Linie aus gemeinsamen Vorfahren beider Linien entwickelt hatte.

## Belege
1. 1 2  Hidemi Ishida und Martin Pickford: A new Late Miocene hominoid from Kenya: Samburupithecus kiptalami gen. et sp. nov. In: Comptes Rendus de l'Académie des Sciences – Series IIA – Earth and Planetary Science. Band 325, Nr. 10, 1997, S. 823–829, doi:10.1016/S1251-8050(97)82762-0.
2. 1 2  Hidemi Ishida, Martin Pickford, Hideo Nakaya und Yoshihiko Nakano: Fossil anthropoids from Nachola and Samburu Hills, Samburu District, Kenya. In: African Study Monographs. Supplementary Issue 2, 1984, S. 73–85. doi:10.14989/68314.
3. ↑  Tetsumaru Itaya und Yoshihiro Sawada: K-Ar Ages of Volcanic Rocks in the Samburu Hills Area, Northern Kenya. In: African Study Monographs. Supplementary Issue 5, 1987, S. 27–45, doi:10.14989/68338.
4. ↑  Hiroshi Tsujikawa: The palaeoenvironment of Samburupithecus kiptalami based on its associated fauna. In: African Study Monographs. Supplementary Issue 32, 2005, S. 51–62, doi:10.14989/68470.
5. ↑  Peter Andrews: Evolution and Environment in the Hominoidea. In: Nature. Band 360, 1992, S. 641–646, doi:10.1038/360641a0.